# アルベルト・サンチェス・ペレス
アンベルト・サンチェス・ペレス (1895〜1962) はスペインの画家、彫刻家。死地はモスクワ。

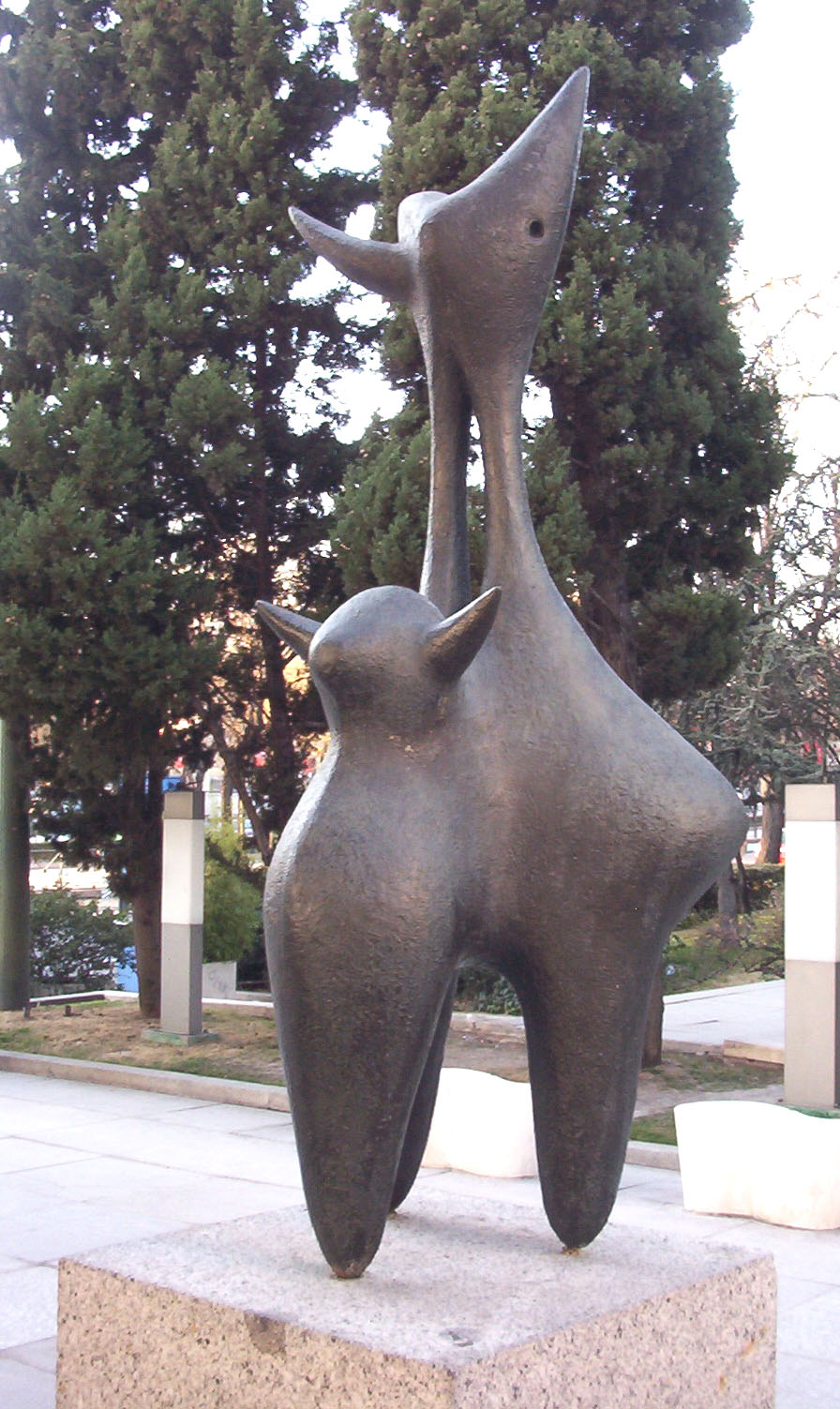
Toros ibéricos. Escultura en el Museo Arte Público de Madrid, paseo de la Castellana

## 経歴
1895年にトレドのラスコバチュエラス近郊でパン職人の息子として生まれた。7歳のときに豚飼いとして働き始め、その後、パン配達人、見習い鍛冶屋、靴職人、左官など、さまざまな業界で働いた。1907年、家族と一緒にマドリードに移り、薬局の店員として働いていた友人のおかげで、15歳のときに読み書きを学んだ。マドリッドで彼は社会主義青年に入り、そこで画家で漫画家のフランシスコ・マテオスに会った。彼はまた、彼らが両方とも住んでいたラバピエス地区に本部を置いていた南部社会主義サークルにも関わっていた。1917年から1919年の間、彼は兵役に就いた。軍務から5年後、すでにマドリードでのシュールレアリストの展示会に参加していた。1927年に彼はベンハミン・パレンシアと一緒に、学校を「パリの芸術と競争する新しい国立芸術を設立するという意図的な目的で」という彼自身の意志で創設した。
彼はマドリードの美術館、特にプラド美術館と国立考古学美術館を定期的に訪れ、そこでイベリアの芸術を発見した。彼はまた、アトーチャ通りのホテルナシオナルの1階にあるアーティストカフェの集まりにも参加していた。フェデリコガルシアロルカの友人である彼は、ラバラカのためにいくつかのセットを作った。 
スペイン内戦の勃発時に、アルベルトはグアダラマ戦線に参加し、共和国政府がバレンシアに移るまでそこに移った。そこでは、他の任務の中でも、ミゲルデセルバンテスによるエルセルコデヌマンシアの演劇の風景が作られました。
1938年、爆弾はラバピエス地区にある彼のスタジオとそこにあったすべての作品を完全に破壊した。その年、共和党政府は彼を追放されたスペインの子供のための絵の先生としてモスクワに送った。ロシアでは、彼は破壊された彫刻のいくつかの再建にも取り組んだ。
彼は1962年にモスクワで死亡した。彼の墓はモスクワのヴヴェデンスコエ墓地に残っている。

## 参考
- Martin, Peter. Presentación de Alberto Sánchez Pérez, escultor (1895-1962). Corvina. Budapest, 1964. (Consultado en la Bibl.Tomás Navarro Tomás del CSIC (Madrid), en 2011)
- Chávarri Porpeta, Raúl. Mito y realidad de la Escuela de Vallecas. Ibérico Europea de Ediciones. Madrid, 1975. ISBN 978-84-256-0280-1
- Azcoaga, Enrique. Alberto. Ministerio de Educación y Ciencia, Dirección General del Patrimonio Artístico y Cultural, Madrid, 1977
- Plaza Chillón, José Luis. "El largo y doloroso epílogo de un artista desterrado: el exilio de Alberto en la U.R.S.S. (1938-1962)". Patronato "Niceto Alcalá-Zamora y Torres". Córdoba, 2005
- Several authors, Catálogo de la exposición Forma, palabra y materia en la poética de Vallecas. Diputación de Alicante (Alicante, 2011).ISBN 978-84-96979-82-6